# 周恩寿
周恩寿（1904年—1985年5月13日），字同宇，以字行，常稱作周同宇以避嫌，男，江苏淮安人，祖籍浙江绍兴，中国政治人物。周恩来的三弟。

## 生平
1918年，随父与长兄先后在奉天（今瀋陽）、天津求学。1921年，考入南开学校读书。1924年，加入中国共产党。1925年10月，进入国民党政府创办的黄埔军校第四期学习，同班同学有林彪、文强、李运昌等，后进入四期政治科。1926年，参加国民党北伐，任国民革命军总政治部宣传大队小队长，总政治部劳资仲裁委员会代表。
1927年春，任武汉邮电检查委员会主任。1928年初，在上海辞别长兄周恩来往吉林读书，对外称同宇，假装脱离共产党的组织关系。1928年5月初，周恩来与邓颖超赴莫斯科出席六大，遭日本水警盘查，周同宇随机应变掩护长兄嫂，并陪同往哈尔滨脱险。其后，在吉林、太原、天津等地从事税务、禁烟、证券等事宜，曾任哈尔滨税捐局课员、松江绥化税务局课长、哈尔滨税务监督署股长，哈尔滨滨江税捐局课长。在周恩来的计划下被安排从事间谍工作，在天津开过“天成益”布庄，以做生意为掩护，为共产党组织提供活动经费和医疗器械及药品等紧缺物资，在隐蔽战线上继续。1947年7月暴露身份，被国民党政府天津警备司令部稽查处逮捕，在狱中，周恩寿除了承认是周恩来的弟弟外，掩盖其为中共工作的一切蛛丝马迹，以至于六个月后同年12月被南开大学教务主任伉乃如（曾是周恩来的化学老师）和常策欧（周恩来的南开同学）保释出狱。1949年4月，到北平与长兄周恩来见面，入华北革命大学学习。1950年毕业后分配任北京钢铁工业局科长，后调任冶金部视察员，华北钢铁工业局工务处副管理师，重工业部钢铁总局供销处秘书、购运总站副站长、仓库管理科科长。1959年调任内务部专员。
1963年，因胃溃疡病重退休。1964年，入中央社会主义学院学习。1967年“文革”期间被捕入狱，兄長周恩來被迫簽字，將他拘捕。1979年5月，经中共中央组织部复查，平反。1980年起，为第五、六届全国政协委员。1985年5月13日在北京逝世。

## 家庭
妻子王士琴為满人，两人共育有7名子女，其中1人早夭，6人至成年。分别为周秉德（长女）、周秉哲（早夭）、周秉钧（长子）、周秉宜（次女）、周秉华（次子）、周秉和（幼子）、周秉建（幼女）。周秉德作为周恩来的养女居中南海多年，政协委员、曾任中新社副社长，沈钧儒的长孙媳。